# باول بيدرسن (ملحن)
باول بيدرسن هو معلم موسيقى وملحن كندي، ولد في 28 أغسطس 1935.

## وصلات خارجية
- باول بيدرسن على موقع ميوزك برينز (الإنجليزية)
- باول بيدرسن على موقع ديسكوغز (الإنجليزية)